# Chichester Festival Theatre
Das Chichester Festival Theatre ist ein 1962 eröffnetes Theatergebäude in Chichester, West Sussex, England. Es gehört zu Großbritanniens Vorzeige-Theatern hinsichtlich Qualität und Innovation und verfügt über internationale Reputation.
Die Festival-Spielzeit dauert normalerweise von April bis September und beinhaltet Inszenierungen sowohl klassischer als auch moderner Theaterstücke sowie mitunter Musicals. Während dieses Zeitraums gestaltet das Theater außerdem Promenaden-Vorführungen unter freiem Himmel und verschiedene Festival-Events wie beispielsweise Kabarett- und Stand-up-Comedy-Abende. Andere Events sollen das Theater an sich für die Gesellschaft zugänglicher machen, dazu gehören beispielsweise Familientage, Theaterführungen, Podiumsdiskussionen und anderes. In den vergangenen Jahren wurden je Spielzeit zwischen acht und zwölf Stücke unterschiedlicher Ensembles, Autoren und Genres präsentiert.
Eine erfolgreiche Spielzeit am Chichester Festival Theatre bedeutet für die meisten dort (ur-)aufgeführten Stücke einen baldigen West-End-Transfer. Dort werden die Inszenierungen regelmäßig mit den höchsten nationalen Theaterpreisen bedacht: Zuletzt gingen im März 2019 acht Olivier-Nominierungen an Inszenierungen des CFT.
Das Theater ist im Vereinigten Königreich als gemeinnützige Organisation registriert, den Vorsitz hat Sir William Castell. Das Gebäude ist als Kulturdenkmal der Kategorie Grade II* Building gelistet (Besonders bedeutende Bauwerke von allgemeinem Interesse).

## Geschichte
Das Gebäude wurde von Philip Powell und Hidalgo Moya entworfen und 1962 von Gründerin Leslie Evershed-Martin eröffnet. Das kleinere und daher häufig für Kammerspiele verwendete Minerva Theatre wurde 1989 in der Nähe der Hauptbühne gebaut und gehört offiziell zum Festival Theatre. Zum Ende der Spielzeit 2019 kommt mit dem „Spiegeltent“, einer Mischung aus Spiegelkabinett und Pub-Atmosphäre, ein dritter und noch intimerer Saal hinzu. Hier sollen neben vereinzelten Theatervorstellungen auch Kabarett-, Comedy- und Quizabende stattfinden.
Der erste künstlerische Leiter des Theaters ab 1962 war Sir Laurence Olivier, welcher dort das erste National-Theatre-Ensemble gründete. Erfolgreiche Inszenierungen des Ensembles zogen stets nach Ende des jährlichen Theaterfestivals in Chichester weiter nach London auf ihre eigene Bühne im Old Vic. Die Eröffnungsinszenierungen von 1962 waren The Chances von John Fletcher (UA 1638) ab dem 3. Juli, The Broken Heart (1633) von John Ford ab dem 9. Juli und Uncle Vanya (1896) von Anton Tschechow ab dem 16. Juli. Unter den Darstellern befanden sich in jenem Jahr Lewis Casson, Fay Compton, Joan Greenwood, Rosemary Harris, Kathleen Harrison, Keith Michell, André Morell, John Neville, Laurence Olivier, Joan Plowright, Michael Redgrave, Sybil Thorndike und Peter Woodthorpe.
Der bis einschließlich der Spielzeit 2019 am häufigsten aufgeführte Autor war William Shakespeare (27 Inszenierungen von 17 unterschiedlichen Dramen in 25 verschiedenen Spielzeiten), gefolgt von George Bernard Shaw (15; 12; 15), Anton Pawlowitsch Tschechow (14; 9; 13) und Noël Coward (11; 10; 11). Das am häufigsten aufgeführte Stück war Tschechows Onkel Wanja (Uncle Vanya, 4 Inszenierungen), gefolgt von Shakespeares Antonius und Cleopatra (Antony and Cleopatra) und Macbeth, Tschechows Die Möwe (The Seagull) und Der Kirschgarten (The Cherry Orchard), Shaws Heartbreak House sowie Ronald Harwoods Taking Sides (jeweils 3 Inszenierungen).

### Intendanten
- Sir Laurence Olivier (1962–1965)
- Sir John Clements (1966–1973)
- Keith Michell (1974–1977)
- Peter Dews (1978–1980)
- Patrick Garland (1981–1984)
- John Gale (1985–1989)
- Michael Rudman (1990)
- Patrick Garland (1991–1994)
- Sir Derek Jacobi und Duncan C. Weldon (1995–1997)
- Andrew Welch (1998–2002)
- Martin Duncan, Ruth Mackenzie und Steven Pimlott (2003–2005)
- Jonathan Church (2006–2016)
- Daniel Evans (ab Juli 2016)

## Spielplan 2019
- This Is My Family (UA 2013) von Tim Firth (Buch, Musik und Liedtexte); Regie Daniel Evans
- Shadowlands (UA 1989) von William Nicholson; Regie Rachel Kavanaugh
- Plenty (UA 1978) von David Hare; Regie Kate Hewitt
- The Deep Blue Sea (UA 1952) von Terence Rattigan; Regie Paul Foster
- Oklahoma! (UA 1943) von Richard Rodgers (Musik), Oscar Hammerstein II (Buch und Liedtexte) und Matt Cole (Choreografie, nach Original von Agnes de Mille), basierend auf dem Theaterstück Green Grow the Lilacs (1931) von Lynn Riggs; Regie Jeremy Sams
- 8 Hotels (Uraufführung) von Nicholas Wright; Regie Richard Eyre
- Hedda Tesman (Uraufführung) von Cordelia Lynn, nach Henrik Ibsen; Regie Holly Race Roughan
- Macbeth (UA 1606) von William Shakespeare; Regie Paul Miller
- Sing Yer Heart Out for the Lads (UA 2002) von Roy Williams; Regie Nicole Charles
- The Butterfly Lion (Uraufführung) von Anna Ledwich (CFT Writer-in-Residence), Neuadaption des gleichnamigen Romans von Michael Morpurgo; Regie Dale Rooks
- The Wizard of Oz von L. Frank Baum (Drehbuch von 1939), John Kane (RSC-Theateradaption), Harold Arlen und E.Y. Harburg (Musik und Liedtexte aus dem MGM-Filmscore von 1939); Regie Lucy Betts – Inszenierung des Chichester Festival Youth Theatre

### Relaxed Performances
Die Spielzeit 2019 bietet zu einigen Stücken Sonderaufführungen mit dem Zusatz „Relaxed Performance“, so zum Beispiel:
- Relaxed Performance: Oklahoma![5]
- Relaxed Performance: The Wizard of Oz[6]

Relaxed Performances, also entspannte Darbietungen, werden vom Theater wie folgt beschrieben:
| „This performance welcomes individuals, groups and families with children on the autism spectrum, with sensory and communication disorders, a learning disability or anyone who would benefit from a more relaxed theatre environment. The performance and theatre will be adapted in a variety of ways to create a welcoming, less formal environment: - Audience members are able to leave and return to the auditorium during the performance - A chill-out area will be available for the duration of the performance - The auditorium lights will be adjusted for comfort - There will be a relaxed attitude to noise during the performance - The show’s lighting and sound levels will be adjusted“ | „Diese Vorführung heißt Menschen, Gruppen und Familien mit Kindern auf dem Autismus-Spektrum, mit sensorischen und Kommunikationsstörungen oder einer Lernbehinderung sowie alle anderen willkommen, die von einer entspannteren Theateratmosphäre profitieren würden. Die Darbietung und das Theater werden auf vielfältige Weise angepasst, um ein einladendes, weniger formelles Umfeld zu schaffen: - Die Zuschauer können während der Vorstellung jederzeit den Saal verlassen und zurückkehren - Ein Entspannungsbereich wird während des gesamten Vorstellungsverlaufes zur Verfügung stehen - Die Beleuchtung im Saal wird zugunsten des Komforts angepasst - Mit Geräuschen aus dem Publikum wird entspannt umgegangen - Licht- und Lautstärke der Inszenierung werden angepasst“ |

## Frühere Inszenierungen
Im Folgenden soll chronologisch die Inszenierungsgeschichte des renommierten Theaters seit seiner Gründung aufgelistet werden.
Springe zu #1960er–#1970er–#1980er–#1990er–#2000er–#2010er
| Jahrzehnt | Jahr | Regie                                     | Stück                                                    | Autor | UA             | Anmerkungen |
| --------- | ---- | ----------------------------------------- | -------------------------------------------------------- | --- | -------------- | --- |
| 1960er    | 1962 | Laurence Olivier                          | The Chances                                              | John Fletcher | 1638           | |
| 1960er    | 1962 | Laurence Olivier                          | The Broken Heart                                         | John Ford | 1633           | |
| 1960er    | 1962 | Laurence Olivier                          | Uncle Vanya                                              | Anton Tschechow, ins Englische übersetzt durch Constance Garnett | 1896           | dt. Onkel Wanja |
| 1960er    | 1963 | Laurence Olivier                          | Uncle Vanya                                              | Anton Tschechow, ins Englische übersetzt durch Constance Garnett | 1896           | dt. Onkel Wanja |
| 1960er    | 1963 | Stuart Burge                              | The Workhouse Donkey                                     | John Arden | 1963           | Uraufführung |
| 1960er    | 1963 | John Dexter                               | Saint Joan                                               | George Bernard Shaw | 1923           | dt. Die heilige Johanna                                                                                                   |
| 1960er    | 1964 | John Dexter                               | The Royal Hunt of the Sun                                | Peter Shaffer | 1964           | Uraufführung; dt. Die Jagd nach der Sonne                                                                                 |
| 1960er    | 1964 | William Gaskill                           | The Dutch Courtesan                                      | John Marston | 1605           | |
| 1960er    | 1964 | John Dexter                               | Othello                                                  | William Shakespeare | 1603           | |
| 1960er    | 1965 | John Dexter, William Gaskill              | Armstrong’s Last Goodnight                               | John Arden | 1965           | Uraufführung |
| 1960er    | 1965 | John Dexter                               | Black Comedy                                             | Peter Shaffer | 1965           | Uraufführung; dt. Komödie im Dunkeln                                                                                      |
| 1960er    | 1965 | Michael Elliott                           | Miss Julie                                               | August Strindberg, ins Englische übersetzt durch Michael Meyer | 1889           | dt. Fräulein Julie |
| 1960er    | 1965 | Desmond O’Donovan                         | Trelawny of the ‘Wells’                                  | Arthur Wing Pinero | 1898           | |
| 1960er    | 1966 | Desmond O’Donovan                         | The Clandestine Marriage                                 | George Colman, David Garrick | 1766           | dt. Die heimliche Heirat                                                                                                  |
| 1960er    | 1966 | Norman Marshall                           | The Fighting Cock                                        | Jean Anouilh, ins Englische übersetzt durch Lucienne Hill | 1959           | |
| 1960er    | 1966 | Lindsay Anderson                          | The Cherry Orchard                                       | Anton Tschechow, ins Englische übersetzt durch John Murrell | 1903           | dt. Der Kirschgarten |
| 1960er    | 1966 | Michael Benthall                          | Macbeth                                                  | William Shakespeare | 1606           | |
| 1960er    | 1967 | John Clements                             | The Farmer’s Wife                                        | Eden Phillpotts | 1926           | |
| 1960er    | 1967 | William Chappell                          | The Beaux’ Stratagem                                     | George Farquhar | 1707           | |
| 1960er    | 1967 | John Clements                             | Heartbreak House                                         | George Bernard Shaw | 1920           | vollst.: Heartbreak House: A Fantasia in the Russian Manner on English Themes; dt. Haus Herzenstod                        |
| 1960er    | 1967 | Peter Coe                                 | The Italian Straw Hat                                    | Eugène Labiche, ins Englische übersetzt durch Theodore Hoffmann | 1851           | dt. Der Florentinerhut |
| 1960er    | 1968 | Peter Ustinov                             | The Unknown Soldier and His Wife                         | Peter Ustinov | 1967           | dt. Der unbekannte Soldat und seine Frau                                                                                  |
| 1960er    | 1968 | Alec Guinness                             | The Cocktail Party                                       | T. S. Eliot | 1949           | dt. Die Cocktailparty |
| 1960er    | 1968 | David Jones                               | The Tempest                                              | William Shakespeare | 1611           | dt. Der Sturm |
| 1960er    | 1968 | Peter Coe                                 | The Skin of Our Teeth                                    | Thornton Wilder | 1942           | dt. Wir sind noch einmal davon gekommen                                                                                   |
| 1960er    | 1969 | Peter Coe                                 | The Caucasian Chalk Circle                               | Bertolt Brecht, ins Englische übersetzt durch James und Tania Stern mit W. H. Auden | 1948           | dt. Der kaukasische Kreidekreis                                                                                           |
| 1960er    | 1969 | John Clements                             | The Magistrate                                           | Arthur Wing Pinero | 1885           | |
| 1960er    | 1969 | Robert Chetwyn                            | The Country Wife                                         | William Wycherley | 1675           | dt. Die Unschuld vom Lande                                                                                                |
| 1960er    | 1969 | Peter Dews                                | Antony and Cleopatra                                     | William Shakespeare | 1607           | dt. Antonius und Cleopatra                                                                                                |
| 1970er    | 1970 | Peter Coe                                 | Peer Gynt                                                | Henrik Ibsen, ins Englische übersetzt durch Johann Fillinger, adaptiert von Christopher Fry | 1876           | |
| 1970er    | 1970 | Peter Dews                                | Vivat! Vivat Regina!                                     | Robert Bolt | 1970           | Uraufführung |
| 1970er    | 1970 | John Clements                             | The Proposal                                             | Anton Chekhov, ins Englische übersetzt durch Constance Garnett | 1888           | Double Feature; dt. Der Heiratsantrag und Helden                                                                          |
| 1970er    | 1970 | John Clements                             | Arms and the Man                                         | George Bernard Shaw | 1894           | Double Feature; dt. Der Heiratsantrag und Helden                                                                          |
| 1970er    | 1970 | Peter Dews                                | The Alchemist                                            | Ben Jonson | 1610           | |
| 1970er    | 1971 | John Clements                             | The Rivals                                               | Richard Brinsley Sheridan | 1775           | |
| 1970er    | 1971 | Robin Phillips                            | Dear Antoine                                             | Jean Anouilh, ins Englische übersetzt durch Lucienne Hill (Original: Cher Antoine, ou L’Amour rate, Paris 1969) | 1971           | Premiere der englischen Fassung                                                                                           |
| 1970er    | 1971 | Robin Phillips                            | Caesar and Cleopatra                                     | George Bernard Shaw | 1898           | dt. Cäsar und Cleopatra                                                                                                   |
| 1970er    | 1971 | Frith Banbury                             | Reunion in Vienna                                        | Robert E. Sherwood | 1931           | dt. Rendez-vous in Wien                                                                                                   |
| 1970er    | 1972 | Robin Phillips                            | The Beggar’s Opera                                       | John Gay | 1728           | |
| 1970er    | 1972 | John Clements                             | The Doctor’s Dilemma                                     | George Bernard Shaw | 1906           | dt. Der Arzt am Scheideweg oder Des Doktors Dilemma                                                                       |
| 1970er    | 1972 | Jonathan Miller                           | The Taming of the Shrew                                  | William Shakespeare | 1591           | dt. Der Widerspenstigen Zähmung                                                                                           |
| 1970er    | 1972 | Robin Phillips                            | The Lady’s Not for Burning                               | Christopher Fry | 1948           | |
| 1970er    | 1973 | Peter Dews                                | The Director of the Opera                                | Jean Anouilh, ins Englische übersetzt durch Lucienne Hill (Original: Le Directeur de l’opéra, Paris 1972) | 1973           | Premiere der englischen Fassung                                                                                           |
| 1970er    | 1973 | Jonathan Miller                           | The Seagull                                              | Anton Tschechow | 1895           | dt. Die Möwe |
| 1970er    | 1973 | Wendy Toye                                | R Loves J                                                | Peter Ustinov, Julian More (Liedtexte), Alexander Faris (Musik) |                | |
| 1970er    | 1973 | John Clements                             | Dandy Dick                                               | Arthur Wing Pinero | 1887           | |
| 1970er    | 1974 | Peter Coe                                 | Tonight We Improvise                                     | Luigi Pirandello, ins Englische übersetzt durch Samuel Putnam | 1930           | |
| 1970er    | 1974 | Wendy Toye                                | The Confederacy                                          | John Vanbrugh | 1705           | |
| 1970er    | 1974 | Hovhannes Pilikian                        | Oedipus Tyrannus                                         | Sophokles, adaptiert von Gail Rademacher | 429 vor Christ | dt. König Ödipus |
| 1970er    | 1974 | Toby Robinson                             | A Month in the Country                                   | Iwan Turgenew, ins Englische übersetzt durch Adriane Nicolaeff | 1872           | dt. Ein Monat auf dem Lande                                                                                               |
| 1970er    | 1975 | José Ferrer                               | Cyrano de Bergerac                                       | Edmond Rostand, ins Englische übersetzt durch Christopher Fry | 1897           | |
| 1970er    | 1975 | Patrick Garland                           | An Enemy of the People                                   | Henrik Ibsen, ins Englische übertragen durch John Patrick Vincent | 1882           | dt. Ein Volksfeind |
| 1970er    | 1975 | Wendy Toye                                | Made in Heaven                                           | Andrew Sachs |                | |
| 1970er    | 1975 | Peter Dews                                | Othello                                                  | William Shakespeare | 1603           | |
| 1970er    | 1976 | Eric Thompson                             | Noah                                                     | André Obey, ins Englische übertragen durch Arthur Wilmurt | 1935           | |
| 1970er    | 1976 | Keith Michell                             | Twelfth Night                                            | William Shakespeare | 1602           | dt. Was ihr wollt |
| 1970er    | 1976 | Peter Dews                                | The Circle                                               | W. Somerset Maugham | 1921           | dt. Der Kreis |
| 1970er    | 1976 | Patrick Garland                           | Monsieur Perrichon’s Travels                             | Eugène Labiche und Edouard Martin, ins Englische übertragen durch R.H. Ward | 1860           | dt. Die Lebensretter oder Der Dank eine Bürde                                                                             |
| 1970er    | 1977 | John Clements                             | Waters of the Moon                                       | N. C. Hunter | 1951           | |
| 1970er    | 1977 | Keith Michell                             | In Order of Appearance                                   | Wally K. Daly und Keith Michell; Jim Parker (Musik) |                | |
| 1970er    | 1977 | Peter Dews                                | Julius Caesar                                            | William Shakespeare | 1599           | |
| 1970er    | 1977 | Patrick Garland                           | The Apple Cart                                           | George Bernard Shaw | 1929           | dt. Der Kaiser von Amerika                                                                                                |
| 1970er    | 1978 | Patrick Garland                           | A Woman of No Importance                                 | Oscar Wilde | 1893           | dt. Eine Frau ohne Bedeutung                                                                                              |
| 1970er    | 1978 | Noel Willman                              | The Inconstant Couple                                    | Pierre de Marivaux, ins Englische übersetzt und später adaptiert durch John Griffith Bowen (Original: La Double Inconstance) | 1723           | |
| 1970er    | 1978 | David William                             | The Aspern Papers                                        | Henry James, adaptiert für die Bühne durch Michael Redgrave | 1888           | dt. Asperns Nachlaß / Die Aspern-Schriften                                                                                |
| 1970er    | 1978 | Patrick Garland                           | Look After Lulu                                          | Noël Coward, basierend auf Occupe-toi d’Amélie von Georges Feydeau (1908) | 1959           | |
| 1970er    | 1979 | Peter Dews                                | The Devil’s Disciple                                     | George Bernard Shaw | 1897           | dt. Der Teufelsschüler |
| 1970er    | 1979 | David William                             | The Eagle Has Two Heads                                  | Jean Cocteau, adaptiert durch Ronald Duncan (Original: L’Aigle à deux têtes) | 1943           | |
| 1970er    | 1979 | Peter Dews                                | The Importance of Being Earnest                          | Oscar Wilde | 1895           | dt. Ernst sein ist alles oder Bunbury                                                                                     |
| 1970er    | 1979 | Patrick Lau                               | The Man Who Came to Dinner                               | Moss Hart und George S. Kaufman | 1939           | dt. Der Ehrengast (1941 verfilmt als Der Mann, der zum Essen kam)                                                         |
| 1980er    | 1980 | Patrick Lau                               | The Last of Mrs Cheyney                                  | Frederick Lonsdale | 1925           | dt. Mrs. Cheyneys Ende |
| 1980er    | 1980 | Peter Dews                                | Terra Nova                                               | Ted Tally | 1977           | |
| 1980er    | 1980 | Peter Dews                                | Much Ado About Nothing                                   | William Shakespeare | 1599           | dt. Viel Lärm um Nichts                                                                                                   |
| 1980er    | 1980 | Michael Simpson                           | Old Heads and Young Hearts                               | Dion Boucicault, adaptiert durch Peter Sallis | 1844           | |
| 1980er    | 1981 | Patrick Garland                           | The Cherry Orchard                                       | Anton Tschechow, ins Englische übersetzt durch David Magarshack, überarbeitet durch Philip Roth | 1903           | dt. Der Kirschgarten |
| 1980er    | 1981 | Peter Coe                                 | Feasting with Panthers                                   | Konzept: Peter Coe |                | |
| 1980er    | 1981 | Patrick Garland                           | The Mitford Girls                                        | Caryl Brahms und Ned Sherrin, Peter Greenwell (Musik) | 1981           | Uraufführung |
| 1980er    | 1981 | Roger Redfarn                             | Underneath the Arches                                    | Patrick Garland, Brian Glanville und Roy Hudd | 1981           | Uraufführung |
| 1980er    | 1982 | Jack Emery und Patrick Garland            | On the Rocks                                             | George Bernard Shaw | 1933           | dt. Festgefahren |
| 1980er    | 1982 | John Dexter                               | Valmouth                                                 | Ronald Firbank, Musicaladaption durch Sandy Wilson | 1958           | |
| 1980er    | 1982 | Patrick Garland                           | Cavell                                                   | Keith Baxter |                | |
| 1980er    | 1982 | Patrick Garland und Chris Selbie          | Goodbye, Mr. Chips                                       | Roland Starke (Buch, basierend auf James Hiltons gleichnamigem Roman von ), Leslie Bricusse (Liedtexte und Musik, hauptsächlich aus dem Musicalfilm von 1969 übernommen)                                                                                        | 1982           | Premiere der Bühnenmusical-Adaption; dt. Leb wohl, Mister Chips! (Roman) oder Auf Wiedersehen, Mr. Chips (Filmtitel 1939) |
| 1980er    | 1983 | Ronald Eyre                               | A Patriot for Me                                         | John Osborne | 1965           | |
| 1980er    | 1983 | Peter Dews                                | Time and the Conways                                     | J. B. Priestley | 1937           | |
| 1980er    | 1983 | Patrick Garland                           | As You Like It                                           | William Shakespeare | 1603           | |
| 1980er    | 1983 | Peter Coe                                 | The Sleeping Prince                                      | Terence Rattigan | 1953           | |
| 1980er    | 1984 | Patrick Garland                           | Forty Years On                                           | Alan Bennett | 1968           | |
| 1980er    | 1984 | Ian Judge                                 | Oh, Kay!                                                 | Guy Bolton und P. G. Wodehouse, Adaption: George Gershwin (Musik), Ira Gershwin (Liedtexte), Tony Geiss und Ned Sherrin (Buch) | 1926           | |
| 1980er    | 1984 | Patrick Garland                           | The Merchant of Venice                                   | William Shakespeare | 1597           | dt. Der Kaufmann von Venedig                                                                                              |
| 1980er    | 1984 | William Gaskill                           | The Way of the World                                     | William Congreve | 1700           | |
| 1980er    | 1985 | David Gilmore                             | Cavalcade                                                | Noël Coward | 1931           | |
| 1980er    | 1985 | Robin Phillips                            | Antony and Cleopatra                                     | William Shakespeare | 1607           | dt. Antonius und Cleopatra                                                                                                |
| 1980er    | 1985 | Patrick Garland                           | The Philanthropist                                       | Christopher Hampton | 1971           | |
| 1980er    | 1985 | Nicholas Hytner                           | The Scarlet Pimpernel                                    | Emma Orczy, überarbeitet durch Beverley Cross | 1903           | dt. Das scharlachrote Siegel, verfilmt 1935 als Die scharlachrote Blume                                                   |
| 1980er    | 1986 | David Gilmore                             | Annie Get Your Gun                                       | Irving Berlin (Musik und Liedtexte), Herbert und Dorothy Fields (Buch) | 1946           | |
| 1980er    | 1986 | Ronald Eyre                               | The Chalk Garden                                         | Enid Bagnold | 1955           | dt. Der Kreidegarten; 1964 verfilmt als Das Haus im Kreidegarten                                                          |
| 1980er    | 1986 | Matthew Francis                           | The Relapse                                              | John Vanbrugh | 1696           | dt. Der Rückfall |
| 1980er    | 1986 | Peter Coe                                 | Jane Eyre                                                | Peter Coe, nach Charlotte Brontës Roman von 1847) | 1986           | Premiere der Coe-Adaption                                                                                                 |
| 1980er    | 1986 | Larry Gelbart                             | A Funny Thing Happened on the Way to the Forum           | Stephen Sondheim (Musik und Liedtexte), Burt Shevelove und Larry Gelbart (Buch) | 1962           | 1966 verfilmt als Toll trieben es die alten Römer                                                                         |
| 1980er    | 1987 | Stewart Taylor                            | Robert and Elizabeth                                     | Ron Grainer (Musik), Ronald Millar (Liedtexte und Buch) | 1964           | |
| 1980er    | 1987 | Tony Britton                              | An Ideal Husband                                         | Oscar Wilde | 1894           | dt. Ein idealer Gatte |
| 1980er    | 1987 | Frank Hauser                              | A Man for All Seasons                                    | Robert Bolt | 1960           | |
| 1980er    | 1987 | Wendy Toye                                | Miranda                                                  | Beverley Cross, angelehnt an Carlo Goldonis Werk |                | |
| 1980er    | 1988 | Tony Britton                              | Hay Fever                                                | Noël Coward | 1925           | |
| 1980er    | 1988 | Christopher Morahan                       | Major Barbara                                            | George Bernard Shaw | 1905           | |
| 1980er    | 1988 | Val May                                   | The Royal Baccarat Scandal                               | Royce Ryton, basierend auf dem gleichnamigen Buch von Michael Havers und Edward Grayson | 1988           | Uraufführung |
| 1980er    | 1988 | Elijah Morrissey                          | Ring Round the Moon                                      | Jean Anouilh, ins Englische übersetzt und adaptiert durch Christopher Fry | 1950           | |
| 1980er    | 1989 | Patrick Garland und Matthew Francis       | Victory!                                                 | Patrick Garland (Adaption von Thomas Hardys Drama The Dynasts) | 1989           | Premiere der Garland-Adaption                                                                                             |
| 1980er    | 1989 | Vivian Matalan                            | The Heiress                                              | Ruth und Augustus Goetz, basierend auf Henry James’ Roman Washington Square | 1947           | |
| 1980er    | 1989 | Sam Mendes                                | London Assurance                                         | Dion Boucicault | 1841           | |
| 1980er    | 1989 | Ian Judge                                 | A Little Night Music                                     | Stephen Sondheim (Musik und Liedtexte), Hugh Wheeler (Buch) | 1973           | |
| 1980er    | 1989 |                                           | Summerfolk                                               | Maxim Gorky, abgewandelt durch Botho Strauss und Peter Stein, ins Englische übersetzt durch Michael Robinson | 1974           | |
| 1980er    | 1989 |                                           | Culture Vultures                                         | Robin Glendinning |                | |
| 1980er    | 1989 |                                           | Warrior                                                  | Shirley Gee | 1989           | Uraufführung |
| 1980er    | 1989 |                                           | The Triumph of Love                                      | Pierre de Marivaux, ins Englische übersetzt durch Guy Callan | 1732           | |
| 1980er    | 1989 |                                           | Cloud Nine                                               | Caryl Churchill | 1979           | |
| 1980er    | 1989 |                                           | Love’s Labour’s Lost                                     | William Shakespeare | 1595           | |
| 1980er    | 1989 |                                           | The Purity Game                                          | Gillian Plowman, Corin Buckeridge (Musik), Will Cohu (Liedtexte) |                | |
| 1980er    | 1989 |                                           | War and Peaces                                           | Revue-Konzept von Will Cohu und Stefan Bednarczyk |                | |
| 1990er    | 1990 | Michael Rudman                            | The Merry Wives of Windsor                               | William Shakespeare | 1597           | |
| 1990er    | 1990 | Tim Luscombe                              | The Power and the Glory                                  | Graham Greene, adaptiert für die Bühne von Denis Cannan | 1956           | |
| 1990er    | 1990 | Peter Wood                                | The Silver King                                          | Henry Arthur Jones und Henry Herman | 1882           | |
| 1990er    | 1990 | Michael Rudman                            | Rumours                                                  | Neil Simon | 1988           | |
| 1990er    | 1990 | Peter Hall                                | Born Again                                               | Jason Carr (Musik), Julian Barry und Peter Hall (Buch), basierend auf Eugène Ionescos Schauspiel Rhinoceros | 1990           | Premiere der Musical-Adaption                                                                                             |
| 1990er    | 1990 | David Leveaux                             | Thérèse Raquin                                           | Émile Zola, ins Englische übersetzt durch Nicholas Wright | 1873           | |
| 1990er    | 1990 | Michael Rudman                            | Eurydice                                                 | Jean Anouilh, ins Englische übersetzt durch Peter Meyer | 1941           | |
| 1990er    | 1990 | Paul Kerryson                             | 70, Girls, 70                                            | John Kander (Musik), Fred Ebb (Liedtexte), David Thompson und Norman L. Martin (Buch), basierend auf Peter Cokes Schauspiel Breath of Spring in der Adaption von Joe Masteroff                                                                                  | 1971           | |
| 1990er    | 1990 | Annie Castledine                          | My Mother Said I Never Should                            | Charlotte Keatley | 1987           | |
| 1990er    | 1990 | Rita Russek                               | Scenes from a Marriage                                   | Ingmar Bergman, ins Englische übersetzt durch Alan Blair | 1981           | |
| 1990er    | 1991 | Annie Castledine                          | Arsenic and Old Lace                                     | Joseph Kesselring | 1941           | |
| 1990er    | 1991 | Ian Judge                                 | Henry VIII                                               | William Shakespeare und John Fletcher | 1613           | |
| 1990er    | 1991 | Patrick Garland                           | Tovarich                                                 | Lee Pockriss (Musik), Anne Crosswell (Liedtexte), David Shaw (Buch), basierend auf der Komödie von Jacques Deval und Robert E. Sherwood, ins Englische übersetzt durch Bettina Liebowitz Knapp und Alba della Fazia                                             | 1963           | |
| 1990er    | 1991 | Peter Wood                                | Preserving Mr Panmure                                    | |                | |
| 1990er    | 1991 | Tim Luscombe                              | Point Valaine                                            | Noël Coward | 1934           | |
| 1990er    | 1991 | Tony Britton                              | The Sisterhood                                           | |                | |
| 1990er    | 1991 | Gillian Lynne                             | Valentine’s Day                                          | |                | |
| 1990er    | 1991 | Caroline Sharman                          | Adam was a Gardener                                      | |                | |
| 1990er    | 1991 | Alan Bennett                              | Talking Heads                                            | Alan Bennett | 1991           | Uraufführung |
| 1990er    | 1992 | Tim Supple                                | Coriolanus                                               | William Shakespeare | 1608           | |
| 1990er    | 1992 | James Roose-Evans                         | Venus Observed                                           | Christopher Fry | 1950           | |
| 1990er    | 1992 | Patrick Garland                           | King Lear in New York                                    | |                | |
| 1990er    | 1992 | Peter Wood                                | She Stoops to Conquer                                    | Oliver Goldsmith | 1773           | |
| 1990er    | 1992 | Ian Rickson                               | Me and My Girl                                           | Noel Gay (Musik), Douglas Furber und L. Arthur Rose (Buch und Liedtexte) | 1937           | |
| 1990er    | 1992 | Hugh Wooldridge                           | Double Take                                              | |                | |
| 1990er    | 1992 | Jane McCulloch                            | Nijinsky - Death of a Faun                               | David Pownall | 1998           | |
| 1990er    | 1992 | Patrick Garland                           | Vita & Virginia                                          | |                | |
| 1990er    | 1992 | Edward Hall                               | Cain                                                     | Lord Byron | 1821           | |
| 1990er    | 1993 | Tim Supple                                | Getting Married                                          | George Bernard Shaw | 1908           | |
| 1990er    | 1993 | Tim Luscombe                              | Relative Values                                          | Noël Coward | 1951           | |
| 1990er    | 1993 | Patrick Garland                           | Pickwick                                                 | Cyril Ornadel (Musik), Leslie Bricusse (Liedtexte), Wolf Mankowitz (Buch), basierend auf The Pickwick Papers von Charles Dickens | 1963           | |
| 1990er    | 1993 | Patrick Mason                             | The Matchmaker                                           | John B. Keane, adaptiert von Thornton Wilder | 1975           | |
| 1990er    | 1993 | Annie Castledine                          | Carrington                                               | |                | |
| 1990er    | 1993 | Keith Baxter                              | Rope                                                     | Patrick Hamilton | 1929           | dt. Party für eine Leiche, 1948 verfilmt als Cocktail für eine Leiche (Hitchcock)                                         |
| 1990er    | 1993 | Patrick Garland                           | Elvira ’40                                               | |                | |
| 1990er    | 1994 | Richard Cottrell                          | The Rivals                                               | Richard Brinsley Sheridan | 1775           | |
| 1990er    | 1994 | Patrick Garland                           | Pygmalion                                                | George Bernard Shaw (nach Ovid) | 1913           | |
| 1990er    | 1994 | Matthew Francis                           | The Schoolmistress                                       | Anton Tschechow, ins Englische übersetzt durch Constance Garnett | 1897           | |
| 1990er    | 1994 | Jeff Thacker und David Kernan             | Noel/Cole: Let’s Do It                                   | David Kernan, Dick Vosburgh und Robin Ray | 1993           | Revue aus Liedern von Noël Coward und Cole Porter                                                                         |
| 1990er    | 1994 | Annie Castledine                          | A Doll’s House                                           | Henrik Ibsen | 1879           | dt. Nora oder Ein Puppenheim                                                                                              |
| 1990er    | 1994 | Keith Baxter                              | Dangerous Corner                                         | J. B. Priestley | 1932           | Priestleys erstes Stück                                                                                                   |
| 1990er    | 1994 | Lisa Forellp                              | Three Sisters                                            | Anton Tschechow | 1901           | dt. Drei Schwestern |
| 1990er    | 1995 | Terry Hands                               | Hadrian the Seventh                                      | Peter Luke, Adaption von Frederick Rolfes gleichnamigem Roman | 1968           | |
| 1990er    | 1995 | Frank Hauser                              | Hobson’s Choice                                          | Harold Brighouse | 1916           | |
| 1990er    | 1995 | Richard Cottrell                          | The School for Scandal                                   | Richard Brinsley Sheridan | 1777           | |
| 1990er    | 1995 | Nicholas Broadhurst                       | The Miser                                                | Molière | 1668           | dt. Der Geizige |
| 1990er    | 1995 | Terry Hands                               | The Visit                                                | Friedrich Dürrenmatt | 1956           | dt. Der Besuch der alten Dame                                                                                             |
| 1990er    | 1995 | Harold Pinter                             | Taking Sides                                             | Ronald Harwood | 1995           | Uraufführung |
| 1990er    | 1995 | Alan Ayckbourn                            | A Word from Our Sponsor                                  | Alan Ayckbourn und John Pattison | 1995           | |
| 1990er    | 1995 | Richard Clifford                          | Playing the Wife                                         | |                | |
| 1990er    | 1995 | David Jones                               | The Hothouse                                             | Harold Pinter | 1980           | |
| 1990er    | 1995 | Tim Luscombe                              | Monsieur Amilcar                                         | |                | |
| 1990er    | 1996 | Ian Judge                                 | Love for Love                                            | William Congreve | 1695           | |
| 1990er    | 1996 | Michael Rudman                            | Mansfield Park                                           | nach Jane Austen | 1814           | |
| 1990er    | 1996 | Joe Harmston                              | Beethoven’s 10th                                         | |                | |
| 1990er    | 1996 | Jude Kelly                                | When We Are Married                                      | J. B. Priestley | 1938           | |
| 1990er    | 1996 | Gale Edwards                              | Fortune’s Fool                                           | Iwan Turgenew | 1848           | |
| 1990er    | 1996 | Richard Wilson                            | Simply Disconnected                                      | Simon Gray | 1996           | Uraufführung; Fortsetzung zu Otherwise Engaged (1975)                                                                     |
| 1990er    | 1996 | Alan Bennett                              | Talking Heads                                            | Alan Bennett | 1991           | |
| 1990er    | 1996 | Bill Bryden                               | Uncle Vanya                                              | Anton Tschechow | 1896           | |
| 1990er    | 1996 | Lindy Davies                              | Hedda Gabler                                             | Henrik Ibsen | 1891           | |
| 1990er    | 1996 | Patrick Garland                           | Beatrix                                                  | |                | |
| 1990er    | 1996 | Christopher Morahan                       | The Handyman                                             | |                | |
| 1990er    | 1996 | Alan Ayckbourn                            | It Could Be Any One Of Us                                | Alan Ayckbourn | 1983           | |
| 1990er    | 1997 | Michael Rudman                            | The Admirable Crichton                                   | J. M. Barrie | 1902           | verfilmt 1957 als Zustände wie im Paradies                                                                                |
| 1990er    | 1997 | Richard Cottrell                          | Lady Windermere’s Fan                                    | Oscar Wilde | 1892           | dt. Lady Windermeres Fächer                                                                                               |
| 1990er    | 1997 |                                           | Blithe Spirit                                            | Noël Coward | 1941           | verfilmt 1945 als Geisterkomödie                                                                                          |
| 1990er    | 1997 | Michael Rudman                            | Our Betters                                              | W. Somerset Maugham | 1923           | verfilmt 1933 (Pre-Code)                                                                                                  |
| 1990er    | 1997 | Nicholas Broadhurst                       | The Magistrate                                           | Arthur Wing Pinero | 1885           | |
| 1990er    | 1997 | Keith Baxter                              | After October                                            | |                | |
| 1990er    | 1997 | Kado Kostzer                              | Nocturne for Lovers                                      | |                | |
| 1990er    | 1997 | Michael Rudman                            | Tallulah                                                 | |                | |
| 1990er    | 1997 | Lindy Davies                              | Suzanna Andler                                           | |                | |
| 1990er    | 1997 | Frank Hauser                              | Misalliance                                              | George Bernard Shaw | 1910           | Fortsetzung zu Getting Married (1908)                                                                                     |
| 1990er    | 1997 | David Leveaux                             | Electra                                                  | Sophokles | 405 vor Christ | dt. Elektra |
| 1990er    | 1998 | Jude Kelly                                | Saturday, Sunday … and Monday                            | |                | |
| 1990er    | 1998 | Christopher Morahan                       | Racing Demon                                             | David Hare | 1990           | |
| 1990er    | 1998 | Patrick Garland                           | Chimes at Midnight                                       | Orson Welles | 1960           | |
| 1990er    | 1998 |                                           | Katherine Howard                                         | | 1998           | Uraufführung |
| 1990er    | 1998 | David Grindley                            | Loot                                                     | Joe Orton | 1965           | dt. Beute |
| 1990er    | 1998 | Roger Redfarn                             | Song of Singapore                                        | |                | |
| 1990er    | 1998 | Jacob Murray                              | The Glass Menagerie                                      | Tennessee Williams | 1944           | dt. Die Glasmenagerie |
| 1990er    | 1999 | Christopher Morahan                       | The Importance of Being Earnest                          | Oscar Wilde | 1895           | |
| 1990er    | 1999 | Christopher Morahan                       | Semi-Detached                                            | David Turner | 1962           | gefilmt 1964 (BBC) |
| 1990er    | 1999 | Maria Aitken                              | Easy Virtue                                              | Noël Coward | 1925           | |
| 1990er    | 1999 | Joe Dowling                               | The Man Who Came to Dinner                               | Moss Hart und George S. Kaufman | 1939           | verfilmt 1942 als Der Mann, der zum Essen kam                                                                             |
| 1990er    | 1999 | Sean Holmes                               | The King of Prussia                                      | |                | |
| 1990er    | 1999 | Loveday Ingram                            | Insignificance                                           | Terry Johnson | 1982           | |
| 1990er    | 1999 | Roger Redfarn                             | Nymph Errant                                             | Cole Porter (Musik und Liedtexte), Romney Brent (Buch), basierend auf James Lavers Roman | 1933           | |
| 1990er    | 1999 | Jack Shepherd                             | The School of Night                                      | Peter Whelan | 1992           | |
| 1990er    | 1999 | Christopher Morahan                       | The Retreat from Moscow                                  | William Nicholson | 1999           | Uraufführung |
| 2000er    | 2000 | James Kerr                                | The Recruiting Officer                                   | George Farquhar | 1706           | |
| 2000er    | 2000 | Christopher Morahan                       | Heartbreak House                                         | George Bernard Shaw | 1920           | vollst.: Heartbreak House: A Fantasia in the Russian Manner on English Themes; dt. Haus Herzenstod                        |
| 2000er    | 2000 |                                           | A Small Family Business                                  | Alan Ayckbourn | 1987           | |
| 2000er    | 2000 | Peter Wood                                | Arcadia                                                  | Tom Stoppard | 1993           | |
| 2000er    | 2000 | Sean Holmes                               | The Sea                                                  | Edward Bond | 1973           | |
| 2000er    | 2000 | Loveday Ingram                            | The Blue Room                                            | David Hare, Adaption von Arthur Schnitzlers Stück Reigen | 1998           | |
| 2000er    | 2000 | Loveday Ingram                            | Pal Joey                                                 | Richard Rodgers (Musik), Lorenz Hart (Liedtexte), John O’Hara (Buch) | 1940           | |
| 2000er    | 2000 | Sean Holmes                               | Aristocrats                                              | |                | |
| 2000er    | 2000 | Loveday Ingram                            | Hysteria                                                 | Terry Johnson | 1993           | |
| 2000er    | 2001 | Peter Wood                                | On the Razzle                                            | Tom Stoppard | 1981           | |
| 2000er    | 2001 | Christopher Morahan                       | The Winslow Boy                                          | Terence Rattigan | 1946           | 1948 verfilmt als Der Fall Winslow                                                                                        |
| 2000er    | 2001 | Loveday Ingram                            | My One and Only                                          | Peter Stone und Timothy S. Mayer (Buch); Ira und George Gershwin (Musik und Liedtexte – Lieder aus ihrem Musical Funny Face von 1927) | 1983           | |
| 2000er    | 2001 | Loveday Ingram                            | Three Sisters                                            | Anton Tschechow | 1901           | dt. Drei Schwestern |
| 2000er    | 2001 | Roger Redfarn                             | Song of Singapore                                        | |                | |
| 2000er    | 2001 | Andy Brereton                             | Shang-a-Lang                                             | |                | |
| 2000er    | 2001 | Sean Holmes                               | In Celebration                                           | David Storey | 1969           | |
| 2000er    | 2001 | Indhu Rubasingham                         | The Secret Rapture                                       | David Hare | 1988           | |
| 2000er    | 2001 | Edward Hall                               | Pulling It Together                                      | |                | |
| 2000er    | 2001 | Dale Rooks                                | Alice’s Adventures                                       | nach Lewis Carrolls gleichnamigem Kinderbuch | 1865           | dt. Alice im Wunderland                                                                                                   |
| 2000er    | 2002 | Edward Kemp                               | The Front Page                                           | Ben Hecht und Charles MacArthur | 1928           | dt. Reporter |
| 2000er    | 2002 | Edward Kemp                               | Wild Orchids                                             | |                | |
| 2000er    | 2002 | Roger Redfarn                             | Cabaret                                                  | John Kander (Musik), Fred Ebb (Liedtexte), Joe Masteroff (Buch nach dem Schauspiel I Am a Camera, das wiederum auf Christopher Isherwoods autobiografischen Romanen basiert)                                                                                    | 1966           | |
| 2000er    | 2002 | Indhu Rubasingham                         | Romeo and Juliet                                         | William Shakespeare | 1595           | dt. Romeo und Julia |
| 2000er    | 2002 | Samuel West                               | The Lady’s Not for Burning                               | Christopher Fry | 1948           | |
| 2000er    | 2002 | Angus Jackson                             | Up on the Roof                                           | Simon Moore und Jane Prowse | 1987           | |
| 2000er    | 2002 | Mark Clements                             | Blunt Speaking                                           | |                | |
| 2000er    | 2002 | Andy Brereton                             | Songs of the Western Men                                 | |                | |
| 2000er    | 2002 | Loveday Ingram                            | Dead Funny                                               | |                | |
| 2000er    | 2003 | Martin Duncan                             | The Gondoliers                                           | Arthur Sullivan (Musik), W. S. Gilbert (Buch) | 1889           | |
| 2000er    | 2003 | Gale Edwards                              | The Merchant of Venice                                   | William Shakespeare | 1597           | Der Kaufmann von Venedig                                                                                                  |
| 2000er    | 2003 | Jeremy Sams                               | The Water Babies                                         | Jason Carr (Musik und Liedtexte), Gary Yershon (Buch, Adaption von Charles Kingsleys gleichnamigem Kinderbuchs von 1863) | 2003           | Uraufführung; dt. Die Wasserkinder                                                                                        |
| 2000er    | 2003 | Steven Pimlott                            | The Seagull                                              | Anton Tschechow | 1895           | dt. Die Möwe |
| 2000er    | 2003 | Steven Pimlott                            | Nathan the Wise                                          | Gotthold Ephraim Lessing | 1783           | dt. Nathan der Weise |
| 2000er    | 2003 | Simon Usher                               | Holes in the Skin                                        | |                | |
| 2000er    | 2003 | Simon Gonella                             | The Coffee House                                         | |                | |
| 2000er    | 2003 | Martin Duncan                             | I Caught My Death in Venice                              | |                | |
| 2000er    | 2003 | Dale Rooks                                | Pinocchio                                                | Brian Way |                | |
| 2000er    | 2004 | Martin Duncan                             | Out of This World                                        | Cole Porter (Musik und Liedtexte); Dwight Taylor und Reginald Lawrence (Buch, basierend auf den Komödien Amphitryon 38 von Jean Giraudoux und deren US-Adaption von Samuel Nathaniel Behrman, die wiederum auf der Tragikomödie Amphitruo von Plautus basieren) | 1950           | |
| 2000er    | 2004 | Gale Edwards                              | A Midsummer Night’s Dream                                | William Shakespeare | 1595           | dt. Ein Sommernachtstraum                                                                                                 |
| 2000er    | 2004 | Anthony Drewe                             | Just So                                                  | George Stiles (Musik) und Anthony Drewe (Liedtexte und Buch, basierend auf Rudyard Kiplings Just So Stories | 1984           | |
| 2000er    | 2004 | Steven Pimlott                            | The Master and Margarita                                 | Edward Kemp (Adaption von Machail Bulgakows gleichnamigem Roman von 1967), Schauspielmusik von Jason Carr | 2004           | Uraufführung; dt. Der Meister und Margarita                                                                               |
| 2000er    | 2004 | Martin Duncan                             | Seven Doors                                              | Botho Strauß, ins Englische übersetzt durch Jeremy Sams | 1988           | dt. Sieben Türen |
| 2000er    | 2004 | Luc Bondy                                 | Cruel and Tender                                         | |                | |
| 2000er    | 2004 | Samuel West                               | Three Women and a Piano Tuner                            | |                | |
| 2000er    | 2004 | Martin Duncan, Edward Kemp und Dale Rooks | Doctor Faustus                                           | Christopher Marlowe | 1592           | dt. Die tragische Historie vom Doktor Faustus                                                                             |
| 2000er    | 2005 | Martin Duncan                             | How To Succeed In Business Without Really Trying         | Frank Loesser (Musik und Liedtexte); Abe Burrows, Jack Weinstock und Willie Gilbert (Buch, basierend auf Shepherd Meads gleichnamigem Roman von 1952) | 1961           | |
| 2000er    | 2005 | Silviu Pucarete                           | Scapino, or The Trickster                                | Molière | 1671           | dt. Scapins Streiche |
| 2000er    | 2005 | Martin Duncan                             | The Government Inspector                                 | Nikolai Gogol | 1836           | dt. Der Revisor |
| 2000er    | 2005 | Steven Pimlott                            | 5/11                                                     | Edward Kemp |                | |
| 2000er    | 2005 | Anthony Van Laast                         | Six Pictures of Lee Miller                               | Jason Carr (Musik und Liedtexter), Edward Kemp (Buch) |                | |
| 2000er    | 2005 | Steven Pimlott                            | King Lear                                                | William Shakespeare | 1606           | dt. König Lear |
| 2000er    | 2005 | Phyllis Nagy                              | The Scarlet Letter                                       | Phyllis Nagy (basierend auf Nathaniel Hawthornes gleichnamigem Roman von 1850) | 1994           | |
| 2000er    | 2005 | Dale Rooks                                | Arabian Nights                                           | nach der gleichnamigen morgenländischen Erzählungssammlung | 2005           | Uraufführung; dt. Tausendundeine Nacht                                                                                    |
| 2000er    | 2006 | Alan Strachan                             | Entertaining Angels                                      | Richard Everett | 2006           | Uraufführung |
| 2000er    | 2006 | Angus Jackson                             | Carousel                                                 | Richard Rodgers (Musik) und Oscar Hammerstein II (Liedtexte und Buch, basierend auf Ferenc Molnárs Theaterstück Liliom von 1909) | 1945           | |
| 2000er    | 2006 | Jonathan Church und Philip Franks         | The Life and Adventures of Nicholas Nickleby parts 1 & 2 | David Edgar (Bühnenadaption nach Charles Dickenss gleichnamigem Roman) | 1980           | achteinhalbstündige Inszenierung                                                                                          |
| 2000er    | 2006 | Jonathan Church                           | Pravda                                                   | |                | |
| 2000er    | 2006 | Dale Rooks                                | Peter Pan                                                | J. M. Barrie | 1904           | vollst.: Peter Pan, or The Boy Who Wouldn’t Grow Up                                                                       |
| 2000er    | 2006 | Philip Wilson                             | In Praise of Love                                        | Terence Rattigan | 1973           | Eigentlich erster Teil eines Double Feature; ursprünglicher Titel After Lydia                                             |
| 2000er    | 2006 | Lucy Bailey                               | Tonight at 8:30 Parts I & II                             | Noël Coward | 1935           | Zyklus aus zehn einaktigen Stücken                                                                                        |
| 2000er    | 2006 | Angus Jackson                             | The Father                                               | August Strindberg | 1887           | dt. Der Vater |
| 2000er    | 2006 | Dale Rooks                                | Grimm Tales                                              | Carol Ann Duffy (basierend auf verschiedenen Märchen aus der Sammlung der Gebrüder Grimm: Aschenputtel, Schneewittchen, Hänsel und Gretel, Die goldene Gans u. a.)                                                                                              | 1996           | |
| 2000er    | 2007 | David Jones                               | The Last Confession                                      | Roger Crane | 2007           | Uraufführung |
| 2000er    | 2007 | Martin Connor                             | Babes in Arms                                            | Richard Rodgers (Musik und Buch) und Lorenz Hart (Liedtexte und Buch) | 1937           | |
| 2000er    | 2007 | Philip Franks                             | Twelfth Night                                            | William Shakespeare | 1602           | dt. Was ihr wollt |
| 2000er    | 2007 | Jonathan Church                           | Hobson’s Choice                                          | Harold Brighouse | 1916           | |
| 2000er    | 2007 | Jonathan Church und Philip Franks         | The Life and Adventures of Nicholas Nickleby parts 1 & 2 | David Edgar (Bühnenadaption nach Charles Dickenss gleichnamigem Roman) | 1980           | achteinhalbstündige Inszenierung                                                                                          |
| 2000er    | 2007 | Dale Rooks                                | James and the Giant Peach                                | Benj Pasek und Justin Paul (Musik und Liedtexte), Timothy Allen McDonald (Buch, basierend auf Roald Dahls gleichnamigem Kinderbuch) | 2010           | dt. James und der Riesenpfirsich                                                                                          |
| 2000er    | 2007 | Edward Kemp                               | Office Suite                                             | |                | |
| 2000er    | 2007 | Rupert Goold                              | Macbeth                                                  | William Shakespeare | 1606           | |
| 2000er    | 2007 | Lindsay Posner                            | The Waltz of the Toreadors                               | Jean Anouilh, ins Englische übersetzt durch Lucienne Hill | 1951           | dt. Der Walzer der Toreros                                                                                                |
| 2000er    | 2007 | Matthew Warchus und Mark Rylance          | I am Shakespeare                                         | |                | |
| 2000er    | 2008 | Philip Franks                             | The Cherry Orchard                                       | Anton Tschechow | 1903           | dt. Der Kirschgarten |
| 2000er    | 2008 | Rachel Kavanaugh                          | The Music Man                                            | Meredith Willson | 1957           | |
| 2000er    | 2008 | Jonathan Church                           | The Circle                                               | W. Somerset Maugham | 1921           | |
| 2000er    | 2008 | Hamish McColl                             | Calendar Girls                                           | Tim Firth (Bühnenadaption seines eigenen Spielfilm-Drehbuchs von 2003) | 2008           | Uraufführung; dt. Kalender Girls                                                                                          |
| 2000er    | 2008 | Angus Jackson                             | Funny Girl                                               | Isobel Lennart (Buch), Jule Styne (Musik), Bob Merrill (Liedtexte) | 1964           | |
| 2000er    | 2008 | Rupert Goold                              | Six Characters in Search of an Author                    | Luigi Pirandello | 1921           | dt. Sechs Personen suchen einen Autor                                                                                     |
| 2000er    | 2008 | Philip Franks                             | Taking Sides                                             | Ronald Harwood | 1995           | |
| 2000er    | 2008 | Philip Franks                             | Collaboration                                            | Ronald Harwood | 2008           | Uraufführung |
| 2000er    | 2008 | Nancy Meckler                             | Aristo                                                   | Martin Sherman | 2008           | Uraufführung |
| 2000er    | 2009 | Richard Eyre                              | The Last Cigarette                                       | Simon Gray und Hugh Whitemore | 2009           | Uraufführung |
| 2000er    | 2009 | Nikolai Foster                            | Hay Fever                                                | Noël Coward | 1925           | |
| 2000er    | 2009 | Philip Franks                             | Taking Sides                                             | Ronald Harwood | 1995           | |
| 2000er    | 2009 | Philip Franks                             | Collaboration                                            | Ronald Harwood | 2008           | |
| 2000er    | 2009 | Trevor Nunn                               | Cyrano de Bergerac                                       | Edmond Rostand | 1897           | |
| 2000er    | 2009 | Angus Jackson                             | Wallenstein                                              | Friedrich Schiller, ins Englische übersetzt durch Mike Poulton | 2009           | Premiere der englischsprachigen Fassung                                                                                   |
| 2000er    | 2009 | John Doyles                               | Oklahoma!                                                | Richard Rodgers (Musik) und Oscar Hammerstein II (Liedtexte und Buch) | 1943           | |
| 2000er    | 2009 | Howard Davies                             | The House of Special Purpose                             | Heidi Thomas | 2009           | Uraufführung |
| 2000er    | 2009 | Jonathan Church                           | The Grapes of Wrath                                      | Frank Galati (Bühnenadaption von John Steinbecks gleichnamigem Roman) | 1988           | dt. Früchte des Zorns |
| 2000er    | 2009 | Rupert Goold                              | ENRON                                                    | Lucy Prebble | 2009           | Uraufführung |
| 2000er    | 2009 | Philip Franks                             | Separate Tables                                          | Terence Rattigan | 1954           | zwei zusammengehörige Einakter, 1958 verfilmt als Getrennt von Tisch und Bett                                             |
| 2010er    | 2010 | Angus Jackson                             | Bingo                                                    | Edward Bond | 1974           | vollst.: Bingo: Scenes of Money and Death                                                                                 |
| 2010er    | 2010 | Jonathan Lynn                             | Yes, Prime Minister                                      | Antony Jay und Jonathan Lynn (Bühnenadaption ihrer eigenen Fernsehserie von 1980–1988) | 2010           | Uraufführung; dt. Yes Premierminister                                                                                     |
| 2010er    | 2010 | Rachel Kavanaugh                          | Love Story                                               | Howard Goodall (Liedtexte und Musik), Stephen Clark (Liedtexte und Buch, Adaption von Erich Segals gleichnamigem Roman von 1970) | 2010           | Uraufführung |
| 2010er    | 2010 | Paul Kerryson                             | 42nd Street                                              | Harry Warren (Musik); Al Dubin und Johnny Mercer (Liedtexte); Michael Stewart und Mark Bramble (Buch) | 1980           | |
| 2010er    | 2010 | Jonathan Church                           | The Critic                                               | Richard Brinsley Sheridan | 1779           | Double Feature |
| 2010er    | 2010 | Jonathan Church                           | The Real Inspector Hound                                 | Tom Stoppard | 1968           | Double Feature |
| 2010er    | 2010 | Philip Prowse                             | Pygmalion                                                | George Bernard Shaw (nach Ovid) | 1913           | |
| 2010er    | 2010 | Christopher Morahan                       | The Ragged Trousered Philanthropists                     | Stephen Lowe (Bühnenadaption von Robert Tressells gleichnamigem Roman von 1914) | 1978           | |
| 2010er    | 2010 | Philip Franks                             | The Master Builder                                       | Henrik Ibsen | 1893           | Baumeister Solness |
| 2010er    | 2010 | Rupert Goold                              | ENRON                                                    | Lucy Prebble | 2009           | |
| 2010er    | 2010 | Jonathan Kent                             | A Month In The Country                                   | Iwan Turgenew | 1872           | dt. Ein Monat auf dem Lande                                                                                               |
| 2010er    | 2010 | Dale Rooks                                | The Firework-Maker’s Daughter                            | Philip Pullman |                | |
| 2010er    | 2011 |                                           | Rosencrantz & Guildenstern Are Dead                      | Tom Stoppard | 1966           | |
| 2010er    | 2011 |                                           | Singin’ in the Rain                                      | Nacio Herb Brown (Musik), Arthur Freed (Liedtexte), Betty Comden und Adolph Green (Buch) | 1983           | Adaption des gleichnamigen Films von 1952; dt. Du sollst mein Glücksstern sein                                            |
| 2010er    | 2011 |                                           | The Deep Blue Sea                                        | Terence Rattigan | 1952           | |
| 2010er    | 2011 |                                           | Rattigan’s Nijinsky                                      | Nicholas Wright | 2011           | Uraufführung |
| 2010er    | 2011 |                                           | Sweeney Todd                                             | Stephen Sondheim (Musik und Liedtexte), Hugh Wheeler (Buch) | 1979           | |
| 2010er    | 2011 |                                           | She Loves Me                                             | Jerry Bock (Musik), Sheldon Harnick (Liedtexte), Joe Masteroff (Buch) | 1963           | |
| 2010er    | 2011 |                                           | Top Girls                                                | Caryl Churchill | 1982           | |
| 2010er    | 2011 |                                           | The Syndicate                                            | Mike Poulton (übersetzt und adaptiert von Eduardo De Filippos Stück Il sindaco del Rione Sanità) | 1960           | |
| 2010er    | 2011 | Jeremy Herrin                             | South Downs                                              | David Hare | 2011           | Uraufführung |
| 2010er    | 2011 | Angus Jackson                             | The Browning Version                                     | Terence Rattigan | 1948           | |
| 2010er    | 2012 |                                           | Uncle Vanya                                              | Anton Tschechow | 1896           | dt. Onkel Wanja |
| 2010er    | 2012 |                                           | The Way of the World                                     | William Congreve | 1700           | |
| 2010er    | 2012 |                                           | A Marvellous Year for Plums                              | Hugh Whitemore | 2012           | Uraufführung |
| 2010er    | 2012 |                                           | Canvas                                                   | Michael Wynne | 2012           | Uraufführung |
| 2010er    | 2012 |                                           | Kiss Me, Kate                                            | Cole Porter (Musik und Liedtexte), Samuel und Bella Spewack (Buch) | 1948           | |
| 2010er    | 2012 |                                           | The Resistible Rise of Arturo Ui                         | Bertolt Brecht | 1958           | dt. Der aufhaltsame Aufstieg des Arturo Ui                                                                                |
| 2010er    | 2012 |                                           | Heartbreak House                                         | George Bernard Shaw | 1920           | vollst.: Heartbreak House: A Fantasia in the Russian Manner on English Themes; dt. Haus Herzenstod                        |
| 2010er    | 2012 |                                           | Noah                                                     | Rachel Barnett |                | |
| 2010er    | 2012 |                                           | Surprises                                                | Alan Ayckbourn | 2012           | Uraufführung |
| 2010er    | 2012 |                                           | Absurd Person Singular                                   | Alan Ayckbourn | 1972           | |
| 2010er    | 2012 |                                           | Private Lives                                            | Noël Coward | 1930           | |
| 2010er    | 2012 |                                           | Antony and Cleopatra                                     | William Shakespeare | 1607           | dt. Antonius und Cleopatra                                                                                                |
| 2010er    | 2013 |                                           | The Pajama Game                                          | Richard Adler und Jerry Ross (Musik und Liedtexte); George Abbott und Richard Pike Bissell (Buch, basierend auf Bissells Roman 7½ Cents von 1953) | 1954           | |
| 2010er    | 2013 |                                           | If Only                                                  | David Edgar | 2013           | Uraufführung |
| 2010er    | 2013 |                                           | Barnum                                                   | Cy Coleman (Musik), Michael Stewart (Liedtexte), Mark Bramble (Buch, basierend auf P. T. Barnums Leben) | 1980           | |
| 2010er    | 2013 |                                           | The Resistible Rise of Arturo Ui                         | Bertolt Brecht | 1958           | dt. Der aufhaltsame Aufstieg des Arturo Ui                                                                                |
| 2010er    | 2013 |                                           | Neville’s Island                                         | Tim Firth (Überarbeitung seines eigenen gleichnamigen Theaterstückes von 1992) | 2013           | Uraufführung |
| 2010er    | 2013 |                                           | Another Country                                          | Julian Mitchell | 1981           | |
| 2010er    | 2013 |                                           | The Witches                                              | Bühnenadaption von Roald Dahls gleichnamigem Kinderbuch |                | dt. Hexen hexen |
| 2010er    | 2014 |                                           | Stevie                                                   | Hugh Whitemore | 1977           | |
| 2010er    | 2014 |                                           | Pressure                                                 | David Haig | 2014           | |
| 2010er    | 2014 |                                           | Miss Julie                                               | August Strindberg, vollständig überarbeitet durch Rebecca Lenkiewicz | 1889           | dt. Fräulein Julie |
| 2010er    | 2014 |                                           | Black Comedy                                             | Peter Shaffer | 1965           | dt. Komödie im Dunkeln |
| 2010er    | 2014 |                                           | Amadeus                                                  | Peter Shaffer | 1979           | |
| 2010er    | 2014 |                                           | Guys and Dolls                                           | Frank Loesser (Musik und Liedtexte), Jo Swerling und Abe Burrows (Buch) | 1950           | |
| 2010er    | 2014 |                                           | Taken at Midnight                                        | Mark Hayhurst (basierend auf dem Leben von Hans Litten, einem deutschen Strafverteidiger und Gegner des NS-Regimes, der 1931 Hitler vor Gericht ins Kreuzverhör nahm)                                                                                           | 2014           | Uraufführung; Hayhursts Theaterdebüt                                                                                      |
| 2010er    | 2014 |                                           | Gypsy                                                    | Stephen Sondheim (Liedtexte), Jule Styne (Musik), Arthur Laurents (Buch, basierend auf Gypsy Rose Lees Autobiografie von 1957) | 1959           | |
| 2010er    | 2014 |                                           | Frankie and Johnny in the Clair de Lune                  | Terrence McNally | 1987           | |
| 2010er    | 2014 |                                           | An Ideal Husband                                         | Oscar Wilde | 1894           | dt. Ein idealer Gatte |
| 2010er    | 2014 |                                           | The Hundred and One Dalmatians                           | Bryony Lavery, basierend auf dem Kinderbuch von Dodie Smith |                | dt. Hundertundein Dalmatiner                                                                                              |
| 2010er    | 2015 |                                           | Way Upstream                                             | Alan Ayckbourn | 1981           | |
| 2010er    | 2015 | Dale Rooks                                | Running Wild                                             | |                | |
| 2010er    | 2015 |                                           | Educating Rita                                           | Willy Russell | 1980           | |
| 2010er    | 2015 |                                           | The Rehearsal                                            | John Dryden, Jean Anouilh, neu adaptiert durch Jeremy Sams | 1671           | |
| 2010er    | 2015 |                                           | Mack and Mabel                                           | Jerry Herman (Musik und Liedtexte); Michael Stewart (Buch, basierend auf der stürmischen Liebesbeziehung zwischen Mack Sennett und Mabel Normand) | 1974           | |
| 2010er    | 2015 |                                           | For Services Rendered                                    | W. Somerset Maugham | 1932           | |
| 2010er    | 2015 |                                           | Someone Who’ll Watch Over Me                             | Frank McGuinness | 1992           | |
| 2010er    | 2015 |                                           | A Damsel in Distress                                     | Jeremy Sams and Robert Hudson (neues Buch), George und Ira Gershwin (Musik und Liedtexte aus dem Film von 1937), basierend auf einem Roman von P. G. Wodehouse (1919) und diversen weiteren Adaptionen                                                          | 2015           | Uraufführung; dt. Ein Fräulein in Nöten                                                                                   |
| 2010er    | 2015 |                                           | Young Chekhov                                            | David Hare, nach den Werken von Anton Tschechow | 2015           | Uraufführung dieser Quasi-Trilogie aus Platonov, Ivanov und The Seagull (Die Möwe)                                        |
| 2010er    | 2016 |                                           | Travels with My Aunt                                     | George Stiles und Anthony Drewe (Musik und Liedtexte), Ron Cowen und Daniel Lipman (Buch), basierend auf Graham Greenes gleichnamigem Roman von 1969 | 1989           | |
| 2010er    | 2016 |                                           | An Enemy of the People                                   | Henrik Ibsen, adaptiert von Christopher Hampton | 1882           | dt. Ein Volksfeind |
| 2010er    | 2016 |                                           | Ross                                                     | Terence Rattigan (basierend auf dem Leben von T. E. Lawrence alias Lawrence von Arabien) | 1969           | |
| 2010er    | 2016 |                                           | First Light                                              | Mark Hayhurst | 2016           | Uraufführung |
| 2010er    | 2016 |                                           | Fracked! Or: Please Don’t Use the F-Word                 | Alistair Beaton | 2016           | Uraufführung |
| 2010er    | 2016 | Rachel Kavanaugh                          | Half a Sixpence                                          | George Stiles und Anthony Drewe (neue Musik und Liedtexte), David Heneker (ursprüngliche Musik und Liedtexte), Julian Fellowes (Buch, basierend auf dem Roman Kipps von H. G. Wells)                                                                            | 1963           | |
| 2010er    | 2016 | Rachel Kavanaugh                          | Single Spies                                             | |                | |
| 2010er    | 2016 |                                           | Strife                                                   | John Galsworthy | 1909           | |
| 2010er    | 2016 |                                           | This House                                               | James Graham | 2012           | |
| 2010er    | 2016 |                                           | Much Ado About Nothing                                   | William Shakespeare | 1599           | dt. Viel Lärm um Nichts                                                                                                   |
| 2010er    | 2016 |                                           | Love’s Labour’s Lost                                     | William Shakespeare | 1595           | dt. Verlorene Liebesmüh                                                                                                   |
| 2010er    | 2017 |                                           | Forty Years On                                           | Alan Bennett | 1968           | |
| 2010er    | 2017 |                                           | Caroline, or Change                                      | Tony Kushner (Buch und Liedtexte), Jeanine Tesori (Musik) | 2003           | |
| 2010er    | 2017 | Rachel Kavanaugh                          | The Winslow Boy                                          | Terence Rattigan | 1946           | 1948 verfilmt als Der Fall Winslow                                                                                        |
| 2010er    | 2017 |                                           | Sweet Bird of Youth                                      | Tennessee Williams | 1959           | |
| 2010er    | 2017 |                                           | The Country Girls                                        | Bühnenadaption von Edna O’Briens gleichnamigem Roman von 1960 |                | |
| 2010er    | 2017 | Daniel Evans                              | Fiddler on the Roof                                      | Jerry Bock (Musik), Sheldon Harnick (Liedtexte), Joseph Stein (Buch), basierend auf Scholem Alejchems Roman Tewje, der Milchmann | 1964           | dt. Anatevka |
| 2010er    | 2017 |                                           | The House They Grew Up In                                | Deborah Bruce | 2017           | Uraufführung |
| 2010er    | 2017 |                                           | Grimm Tales – For Young and Old                          | |                | Chichester Festival Youth Theatre                                                                                         |
| 2010er    | 2017 | Richard Eyre                              | The Stepmother                                           | Githa Sowerby | 1924           | |
| 2010er    | 2017 |                                           | The Norman Conquests                                     | Alan Ayckbourn | 1973           | Trilogie: Table Manners, Living Together, Round and Round the Garden; dt. Normans Eroberungen                             |
| 2010er    | 2017 |                                           | King Lear                                                | William Shakespeare | 1606           | dt. König Lear |
| 2010er    | 2017 | Daniel Evans                              | Quiz                                                     | James Graham | 2017           | Uraufführung |
| 2010er    | 2017 |                                           | Beauty and the Beast                                     | Alan Menken (Musik); Howard Ashman und Tim Rice (Liedtexte); Linda Woolverton (Buch) | 1993           | Chichester Festival Youth Theatre; dt. Die Schöne und das Biest                                                           |
| 2010er    | 2018 |                                           | Present Laughter                                         | Noël Coward |                | |
| 2010er    | 2018 |                                           | random/generations                                       | debbie tucker green (sic) |                | |
| 2010er    | 2018 |                                           | The Chalk Garden                                         | Enid Bagnold | 1955           | dt. Der Kreidegarten; 1964 verfilmt als Das Haus im Kreidegarten                                                          |
| 2010er    | 2018 |                                           | The Country Wife                                         | William Wycherley | 1675           | dt. Die Unschuld vom Lande                                                                                                |
| 2010er    | 2018 | Daniel Evans                              | Me and My Girl                                           | Noel Gay (Musik), L Arthur Rose und Douglas Furber (Buch und Liedtexte) sowie Stephen Fry und Mike Ockrent (überarbeitetes Buch) | 1937           | |
| 2010er    | 2018 | Natalie Abrahami                          | The Meeting                                              | Charlotte Jones | 2018           | Uraufführung |
| 2010er    | 2018 | Michael Blakemore                         | Copenhagen                                               | Michael Frayn | 1998           | dt. Kopenhagen |
| 2010er    | 2018 | Daniel Evans                              | Flowers For Mrs Harris                                   | Paul Gallico, Musical-Adaption von Richard Taylor (Musik und Liedtexte) und Rachel Wagstaff (Buch) | 2016           | westdeutsche Filmadaption (1982) des Romans von 1958: Ein Kleid von Dior                                                  |
| 2010er    | 2018 | Kate Hewitt                               | Cock                                                     | Mike Bartlett | 2009           | |
| 2010er    | 2018 | Dale Rooks                                | The Midnight Gang                                        | David Walliams, Musical-Adaption von Joe Stilgoe (Musik und Liedtexte) und Bryony Lavery (Buch) | 2018           | Uraufführung, Adaption des gleichnamigen Romans von 2016                                                                  |
| 2010er    | 2018 |                                           | The Watsons                                              | Laura Wade (basierend auf dem gleichnamigen unvollendeten Roman von Jane Austen, ca. 1803–1805) | 2018           | Uraufführung |
| 2010er    | 2018 | Lucy Betts                                | Sleeping Beauty                                          | Rufus Norris |                | Chichester Festival Youth Theatre; dt. Dornröschen                                                                        |